# Associazione Calcio Milan 2022-2023 (femminile)
Questa voce raccoglie le informazioni riguardanti la squadra femminile dell'Associazione Calcio Milan nelle competizioni ufficiali della stagione 2022-2023.

## Stagione
Quella del 2022-2023 è la quarta stagione in Serie A femminile del Milan, prima stagione a carattere professionistico nella storia della Serie A. Alla guida tecnica è stato confermato Maurizio Ganz.
Il campionato di Serie A è partito con due sconfitte consecutive, seguite prima da tre vittorie di fila e poi da un'alternanza di risultati, che ha portato le Rossonere a stabilizzarsi al quinto posto per buona parte della stagione regolare. All'ultima giornata della stagione regolare il Milan è salito al quarto posto, accedendo alla poule scudetto. Nella poule scudetto il Milan ha guadagnato un'ulteriore posizione, chiudendo il campionato al terzo posto, come nella stagione precedente, con 44 punti conquistati, frutto di 13 vittorie, 5 pareggi e 8 sconfitte, distanziato di dieci punti dalla Juventus seconda. In Coppa Italia la squadra è arrivata fino alle semifinali, dove è stata eliminata dalla Roma. Dopo aver vinto il girone F del turno preliminare davanti a Lazio e Ternana, il Milan ha superato la Fiorentina ai quarti di finale; in semifinale ha vinto contro la Roma l'andata in casa 1-0, per poi perdere il ritorno 3-1, uscendo così dalla competizione.

## Divise e sponsor
| Casa | Trasferta | Terza divisa | Quarta divisa | 1ª div. portiere | 2ª div. portiere | 3ª div. portiere |

## Organigramma societario
Area sportiva
- Direttore sportivo: Elisabet Spina
- Team Manager: Roberto Angioni

Area tecnica
- Allenatore: Maurizio Ganz
- Allenatore in seconda: Davide Cordone
- Preparatore atletico: Lorenzo Francini
- Preparatore dei portieri: Christian Berretta
- Videoanalista: Carlo Brevi

Area sanitaria
- Centro medico: Milan Lab
- Medico sociale: Alberto Calicchio
- Fisioterapisti: Luca Mazzarelli, Erika Rancati

## Rosa
Rosa, ruoli e numeri di maglia come da news sito ufficiale
| N. |                        | Ruolo | Calciatrice                      |
| -- | ---------------------- | ----- | -------------------------------- |
| 1  | Italia (bandiera)      | P     | Laura Giuliani                   |
| 3  | Danimarca (bandiera)   | D     | Sara Thrige Andersen             |
| 4  | Islanda (bandiera)     | D     | Guðný Árnadóttir                 |
| 5  | Paesi Bassi (bandiera) | D     | Aniek Nouwen                     |
| 6  | Italia (bandiera)      | D     | Laura Fusetti (vice capitano)    |
| 7  | Italia (bandiera)      | A     | Valentina Bergamaschi (capitano) |
| 8  | Italia (bandiera)      | C     | Greta Adami                      |
| 9  | Svezia (bandiera)      | A     | Kosovare Asllani                 |
| 10 | Rep. Ceca (bandiera)   | C     | Kamila Dubcová                   |
| 11 | Scozia (bandiera)      | C     | Christy Grimshaw                 |
| 12 | Italia (bandiera)      | C     | Marta Mascarello                 |
| 13 | Finlandia (bandiera)   | A     | Oona Sevenius                    |
| 14 | Spagna (bandiera)      | C     | Silvia Rubio                     |
| 15 | Francia (bandiera)     | D     | Noémie Carage                    |

| N. |                        | Ruolo | Calciatrice          |
| -- | ---------------------- | ----- | -------------------- |
| 17 | Italia (bandiera)      | C     | Valery Vigilucci     |
| 18 | Italia (bandiera)      | A     | Martina Piemonte     |
| 19 | Francia (bandiera)     | A     | Lindsey Thomas       |
| 20 | Italia (bandiera)      | D     | Angelica Soffia      |
| 21 | Lituania (bandiera)    | A     | Rimantė Jonušaitė    |
| 22 | Italia (bandiera)      | P     | Noemi Fedele         |
| 25 | Polonia (bandiera)     | D     | Małgorzata Mesjasz   |
| 26 | Rep. Ceca (bandiera)   | A     | Michaela Dubcová     |
| 27 | Italia (bandiera)      | D     | Linda Tucceri Cimini |
| 32 | Paesi Bassi (bandiera) | P     | Selena Babb          |
| 37 | Italia (bandiera)      | C     | Alia Guagni          |
| 69 | Francia (bandiera)     | C     | Nesrine Bahlouli     |
| 99 | Paesi Bassi (bandiera) | A     | Chanté Dompig        |

## Calciomercato

### Sessione estiva
| Acquisti | Acquisti           | Acquisti        | Acquisti      |
| R.       | Nome               | da              | Modalità      |
| -------- | ------------------ | --------------- | ------------- |
| D        | Noémie Carage      | Digione         | definitivo    |
| D        | Małgorzata Mesjasz | Turbine Potsdam | definitivo    |
| D        | Federica Rizza     | Sampdoria       | fine prestito |
| D        | Angelica Soffia    | Roma            | definitivo    |
| D        | Valery Vigilucci   | Fiorentina      | definitivo    |
| C        | Kamila Dubcová     | Sassuolo        | definitivo    |
| C        | Marta Mascarello   | Fiorentina      | in prestito   |
| C        | Silvia Rubio       | Madrid CFF      | definitivo    |
| A        | Kosovare Asllani   | Real Madrid     | definitivo    |
| A        | Michaela Dubcová   | Slovácko        | definitivo    |
| A        | Valentina Giacinti | Fiorentina      | fine prestito |

| Cessioni | Cessioni                | Cessioni        | Cessioni      |
| R.       | Nome                    | a               | Modalità      |
| -------- | ----------------------- | --------------- | ------------- |
| D        | Laura Agard             | Fiorentina      | definitivo    |
| D        | Laia Codina             | Barcellona      | fine prestito |
| D        | Merle Luise Kirschstein | Sturm Graz      | definitivo    |
| D        | Federica Rizza          | Pomigliano      | definitivo    |
| C        | Celeste Boureille       | Montpellier     | svincolata    |
| C        | Refiloe Jane            | Sassuolo        | svincolata    |
| C        | Maria Vittoria Nano     | Cesena          | definitivo    |
| A        | Serena Cortesi          | Arezzo          | in prestito   |
| A        | Valentina Giacinti      | Roma            | definitivo    |
| A        | Miriam Longo            | Fiorentina      | in prestito   |
| A        | Giorgia Miotto          | Pomigliano      | in prestito   |
| A        | Noa Selimhodzic         | Turbine Potsdam | definitivo    |
| A        | Nina Stapelfeldt        | Como            | definitivo    |

### Sessione invernale
| Acquisti | Acquisti         | Acquisti        | Acquisti      |
| R.       | Nome             | da              | Modalità      |
| -------- | ---------------- | --------------- | ------------- |
| D        | Aniek Nouwen     | Chelsea         | in prestito   |
| C        | Nesrine Bahlouli | Olympique Lione | definitivo    |
| A        | Chanté Dompig    |                 | definitivo    |
| A        | Giorgia Miotto   | Pomigliano      | fine prestito |
| A        | Oona Sevenius    | HJK             | definitivo    |

| Cessioni | Cessioni             | Cessioni   | Cessioni    |
| R.       | Nome                 | a          | Modalità    |
| -------- | -------------------- | ---------- | ----------- |
| D        | Linda Tucceri Cimini | Fiorentina | definitivo  |
| A        | Giorgia Miotto       | Cesena     | in prestito |

## Risultati

### Serie A

#### Prima fase

##### Girone di andata
| Arbitro: | Panettella (Bari) |

|             |           |                               |
| Asllani 61’ | Marcatori | 4’ Mijatović 16’, 45+2’ Kaján |

| Arbitro: | Collu (Cagliari) |

|                         |           |  |
| Minami 18’ Giacinti 43’ | Marcatori |  |

| Arbitro: | Madonia (Palermo) |

|                                       |           |          |
| Vigilucci 2’ Grimshaw 20’ Mesjasz 81’ | Marcatori | 48’ Jane |

| Arbitro: | Bordin (Bassano del Grappa) |

|  |           |                                                                |
|  | Marcatori | 16’ Bergamaschi 36’ Asllani 48’ Thrige Andersen 79’ K. Dubcová |

| Arbitro: | Saia (Palermo) |

|                 |           |          |
| Asllani 7’, 48’ | Marcatori | 3’ Baldi |

| Arbitro: | Pascarella (Nocera Inferiore) |

|                                              |           |  |
| Van der Gragt 9’ Chawinga 34’ Polli 42’, 54’ | Marcatori |  |

| Arbitro: | Scatena (Avezzano) |

|                                           |           |                                   |
| Asllani 24’, 25’ Piemonte 32’ Mesjasz 62’ | Marcatori | 31’ Bonfantini 70’, 90+5’ Girelli |

| Arbitro: | Cherchi (Carbonia) |

|                          |           |                    |
| Amorim 30’ Novellino 89’ | Marcatori | 18’ (aut.) Passeri |

| Arbitro: | Scarpa (Collegno) |

|                             |           |                                       |
| Thomas 10’, 22’ Fusetti 55’ | Marcatori | 41’ Karlenäs 75’ Beccari 90+3’ Rizzon |

##### Girone di ritorno
| Arbitro: | Marotta (Sapri) |

|              |           |                                                                      |
| Severini 46’ | Marcatori | 11’, 45’ Piemonte 19’, 40’ Thomas 75’ (aut.) Breitner 90’ M. Dubcová |

| Arbitro: | Emmanuele (Pisa) |

|  |           |                    |
|  | Marcatori | 55’, 62’ Giugliano |

| Arbitro: | Frascaro (Firenze) |

|  |           |            |
|  | Marcatori | 1’ Asllani |

| Arbitro: | Angelucci (Foligno) |

|                             |           |  |
| Piemonte 44’ Árnadóttir 58’ | Marcatori |  |

| Arbitro: | Ancora (Roma 1) |

|  |           |                                               |
|  | Marcatori | 5’ Mesjasz 34’ (rig.) Asllani 88’ Bergamaschi |

| Arbitro: | Kumara (Verona) |

|              |           |                                          |
| Piemonte 32’ | Marcatori | 2’ Santi 15’, 74’ Chawinga 52’ Karchouni |

| Arbitro: | Collu (Cagliari) |

|                |           |                                  |
| Sembrant 90+4’ | Marcatori | 45+2’ (rig.) Piemonte 75’ Thomas |

| Arbitro: | Longo (Cuneo) |

|              |           |  |
| Piemonte 69’ | Marcatori |  |

| Arbitro: | Sacchi (Macerata) |

|  |           |                                                    |
|  | Marcatori | 7’, 47’ Piemonte 45+3’ (aut.) Lipman 59’ Vigilucci |

#### Poule scudetto

##### Girone di andata
| Arbitro: | Monaldi (Macerata) |

|                                     |           |  |
| Beerensteyn 55’ Caruso 90+5’ (rig.) | Marcatori |  |

| Arbitro: | Scarpa (Collegno) |

|                                              |           |                                                 |
| Vigilucci 4’ Asllani 21’ Piemonte 74’ (rig.) | Marcatori | 69’ (rig.), 90+5’ (rig.) Boquete 88’ Hammarlund |

| Arbitro: | Arena (Torre del Greco) |

|                                 |           |               |
| Linari 8’ Glionna 50’ Haavi 59’ | Marcatori | 42’ Vigilucci |

| 15-16 aprile 2023 4ª giornata |  | – Turno di riposo |  |  |

| Arbitro: | Saia (Palermo) |

|                                         |           |           |
| Grimshaw 27’ Piemonte 81’ Vigilucci 83’ | Marcatori | 61’ Polli |

##### Girone di ritorno
| Arbitro: | Lovison (Padova) |

|                                       |           |                             |
| Piemonte 51’ Vigilucci 53’ Dompig 66’ | Marcatori | 1’, 64’ Nyström 44’ Lenzini |

| Arbitro: | Costanza (Agrigento) |

|                    |           |            |
| Boquete 41’ (rig.) | Marcatori | 51’ Dompig |

| Arbitro: | Iannello (Messina) |

|                         |           |                                   |
| Soffia 38’ Piemonte 57’ | Marcatori | 67’ Cinotti 90+3’ (rig.) Andressa |

| 20-21 maggio 2023 9ª giornata |  | – Turno di riposo |  |  |

| Arbitro: | Giordano (Novara) |

|  |           |              |
|  | Marcatori | 75’ Grimshaw |

### Coppa Italia

#### Gironi eliminatori
| Arbitro: | Di Mario (Ciampino) |

|  |           |                          |
|  | Marcatori | 10’ Mesjasz 50’ Piemonte |

| Arbitro: | Di Loreto (Terni) |

|  |           |                                                                                                   |
|  | Marcatori | 12’ Fusetti 18’ Soffia 23’ Thomas 32’ Piemonte 65’ Thrige Andersen 66’ Bergamaschi 89’ K. Dubcová |

#### Fase a eliminazione diretta
| Arbitro: | Bazzo (Bolzano) |

|  |           |              |
|  | Marcatori | 73’ Piemonte |

| Arbitro: | Di Marco (Ciampino) |

|                    |           |                |
| Asllani 31’ (rig.) | Marcatori | 45’ Hamamrlund |

| Arbitro: | Bordin (Bassano del Grappa) |

|              |           |  |
| Piemonte 42’ | Marcatori |  |

| Arbitro: | Kumara (Verona) |

|                                     |           |              |
| Alves 41’ Giacinti 63’ Losada 90+7’ | Marcatori | 31’ Piemonte |

## Statistiche

### Statistiche di squadra
| Competizione | Punti | In casa | In casa | In casa | In casa | In casa | In casa | In trasferta | In trasferta | In trasferta | In trasferta | In trasferta | In trasferta | Totale | Totale | Totale | Totale | Totale | Totale | DR  |
| Competizione | Punti | G       | V       | N       | P       | Gf      | Gs      | G            | V            | N            | P            | Gf           | Gs           | G      | V      | N      | P      | Gf     | Gs     | DR  |
| ------------ | ----- | ------- | ------- | ------- | ------- | ------- | ------- | ------------ | ------------ | ------------ | ------------ | ------------ | ------------ | ------ | ------ | ------ | ------ | ------ | ------ | --- |
| Serie A      | 44    | 13      | 6       | 4       | 3       | 28      | 26      | 13           | 7            | 1            | 5            | 24           | 16           | 26     | 13     | 5      | 8      | 52     | 42     | +10 |
| Coppa Italia | -     | 2       | 1       | 1       | 0       | 2       | 1       | 4            | 3            | 0            | 1            | 11           | 3            | 6      | 4      | 1      | 1      | 13     | 4      | +9  |
| Totale       | -     | 15      | 7       | 5       | 3       | 30      | 27      | 17           | 10           | 1            | 6            | 35           | 19           | 32     | 17     | 6      | 9      | 65     | 46     | +19 |

### Andamento in campionato
| Giornata  | 1 | 2 | 3 | 4 | 5 | 6 | 7 | 8 | 9 | 10 | 11 | 12 | 13 | 14 | 15 | 16 | 17 | 18 | 19 | 20 | 21 | 22 | 23 | 24 | 25 | 26 | 27 | 28 |
| --------- | - | - | - | - | - | - | - | - | - | -- | -- | -- | -- | -- | -- | -- | -- | -- | -- | -- | -- | -- | -- | -- | -- | -- | -- | -- |
| Luogo     | C | T | C | T | C | T | C | T | C | T  | C  | T  | C  | T  | C  | T  | C  | T  | T  | C  | T  | R  | C  | C  | T  | C  | R  | T  |
| Risultato | P | P | V | V | V | P | V | P | N | V  | P  | V  | V  | V  | P  | V  | V  | V  | P  | N  | P  | -  | V  | N  | N  | N  | -  | V  |
| Posizione | 6 | 7 | 6 | 6 | 5 | 5 | 5 | 5 | 5 | 5  | 5  | 5  | 5  | 5  | 5  | 5  | 5  | 4  | 4  | 3  | 4  | 4  | 3  | 3  | 3  | 3  | 4  | 3  |

Legenda:

Luogo: C = Casa; T = Trasferta. Risultato: V = Vittoria; N = Pareggio; P = Sconfitta.

### Statistiche delle giocatrici
| Giocatore          | Serie A  | Serie A | Serie A     | Serie A    | Coppa Italia | Coppa Italia | Coppa Italia | Coppa Italia | Totale   | Totale | Totale      | Totale     |
| Giocatore          | Presenze | Reti    | Ammonizioni | Espulsioni | Presenze     | Reti         | Ammonizioni  | Espulsioni   | Presenze | Reti   | Ammonizioni | Espulsioni |
| ------------------ | -------- | ------- | ----------- | ---------- | ------------ | ------------ | ------------ | ------------ | -------- | ------ | ----------- | ---------- |
| G. Adami           | 23       | 0       | 4           | 0          | 6            | 0            | 1            | 0            | 29       | 0      | 5           | 0          |
| G. Árnadóttir      | 18       | 1       | 6           | 0          | 5            | 0            | 0            | 0            | 23       | 1      | 6           | 0          |
| K. Asllani         | 17       | 9       | 5           | 0          | 1            | 1            | 0            | 0            | 18       | 10     | 5           | 0          |
| S. Babb            | 1        | 0       | 0           | 0          | 6            | -4           | 0            | 0            | 7        | -4     | 0           | 0          |
| N. Bahlouli        | 3        | 0       | 0           | 0          | 0            | 0            | 0            | 0            | 3        | 0      | 0           | 0          |
| V. Bergamaschi     | 25       | 2       | 4           | 0          | 5            | 1            | 1            | 0            | 30       | 3      | 5           | 0          |
| N. Carage          | 4        | 0       | 0           | 0          | 2            | 0            | 0            | 0            | 6        | 0      | 0           | 0          |
| C. Dompig          | 5        | 2       | 2           | 0          | -            | -            | -            | -            | 5        | 2      | 2           | 0          |
| K. Dubcová         | 25       | 1       | 1           | 0          | 6            | 1            | 1            | 0            | 31       | 2      | 2           | 0          |
| M. Dubcová         | 4        | 1       | 0           | 0          | 2            | 0            | 0            | 0            | 6        | 1      | 0           | 0          |
| N. Fedele          | 0        | 0       | 0           | 0          | 1            | 0            | 0            | 0            | 1        | 0      | 0           | 0          |
| L. Fusetti         | 22       | 1       | 2           | 0          | 2            | 1            | 0            | 0            | 24       | 2      | 2           | 0          |
| L. Giuliani        | 26       | -41     | 3           | 0          | 0            | 0            | 0            | 0            | 26       | -41    | 3           | 0          |
| C. Grimshaw        | 20       | 3       | 4           | 1          | 5            | 0            | 0            | 0            | 25       | 3      | 4           | 1          |
| A. Guagni          | 9        | 0       | 0           | 0          | 4            | 0            | 0            | 0            | 13       | 0      | 0           | 0          |
| R. Jonušaitė       | -        | -       | -           | -          | -            | -            | -            | -            | -        | -      | -           | -          |
| M. Mascarello      | 16       | 0       | 5           | 0          | 2            | 0            | 0            | 0            | 18       | 0      | 5           | 0          |
| M. Mesjasz         | 20       | 3       | 1           | 0          | 6            | 1            | 1            | 0            | 26       | 4      | 2           | 0          |
| A. Nouwen          | 11       | 0       | 0           | 0          | 4            | 0            | 0            | 0            | 15       | 0      | 0           | 0          |
| M. Piemonte        | 24       | 13      | 2           | 0          | 6            | 5            | 0            | 0            | 30       | 18     | 2           | 0          |
| S. Rubio           | 1        | 0       | 0           | 0          | -            | -            | -            | -            | 1        | 0      | 0           | 0          |
| O. Sevenius        | 2        | 0       | 0           | 0          | 0            | 0            | 0            | 0            | 2        | 0      | 0           | 0          |
| A. Soffia          | 21       | 1       | 1           | 0          | 4            | 1            | 0            | 0            | 25       | 2      | 1           | 0          |
| L. Thomas          | 25       | 5       | 1           | 0          | 5            | 1            | 0            | 0            | 30       | 6      | 1           | 0          |
| S. Thrige Andersen | 25       | 1       | 1           | 0          | 6            | 1            | 0            | 0            | 31       | 2      | 1           | 0          |
| L. Tucceri Cimini  | 8        | 0       | 2           | 0          | -            | -            | -            | -            | 8        | 0      | 2           | 0          |
| V. Vigilucci       | 17       | 6       | 3           | 0          | 6            | 0            | 0            | 0            | 23       | 6      | 3           | 0          |